# رئیس مجلس نمایندگان ایالات متحده آمریکا
رییس مجلس نمایندگان ایالات متحدهٔ آمریکا (به انگلیسی: Speaker of the United States House of Representatives) در ۱۷۸۹ به موجب مادهٔ اول، بند دوم قانون اساسی ایالات متحده تشکیل شد. قسمتی از آن بند چنین است: «مجلس نمایندگان باید سخنگویش را انتخاب کند…». قانون اساسی هیچ الزامی ایجاد نمی‌کند که رییس یکی از اعضای منتخب کنگره باشد، اما تاکنون همه سخنگویان عضو کنگره بوده‌اند. سخنگوی مجلس نمایندگان، مسئولیت تعیین دستور کار و نظارت بر روند قانون‌گذاری را برعهده دارد.
در انتخابات مجلس نمایندگان ایالات متحده آمریکا در سال ۲۰۲۲، حزب جمهوری‌خواه اکثریت کرسی‌ها را به دست آورد و حزب اکثریت مجلس نمایندگان در ۱۱۸امین کنگره ایالات متحده شد. سخنگوی کنونی مجلس نمایندگان آمریکا مایک جانسون است. وی در تاریخ ۲۵ اکتبر ۲۰۲۳ به این سمت انتخاب شد.
در نوامبر ۱۸۵۸، ویلیام پنینگتون به عنوان یک جمهوری‌خواه به نمایندگی از حوزه انتخابیه پنجم نیوجرسی برای مجلس نمایندگان ایالات متحده انتخاب شد و طی آن از سال ۱۸۶۰ تا ۱۸۶۱ پس از یک انتخابات طولانی مدت که ۴۴ دور در هشت هفته به طول انجامید سخنگوی مجلس نمایندگان شد.

## فهرست
| #  | رئیس مجلس                                                        | حزب                                          | حوزه انتخابی                       | دوره                          | تاریخ                           |
| -- | ---------------------------------------------------------------- | -------------------------------------------- | ---------------------------------- | ----------------------------- | ------------------------------- |
| ۱  | فردریک مولنبرگ                                                   | Pro-Administration                           | Pennsylvania-AL                    | 1st                           | ۱ آوریل ۱۷۸۹ — ۴ مارس ۱۷۹۱      |
| ۲  | جاناتان ترامبل، جونیور                                           | Pro-Administration                           | Connecticut-4th                    | 2nd                           | ۲۴ اکتبر ۱۷۹۱ — ۴ مارس ۱۷۹۳     |
| ۳  | فردریک مولنبرگ                                                   | Anti-Administration                          | Pennsylvania-AL                    | 3rd                           | ۲ دسامبر ۱۷۹۳ — ۴ مارس ۱۷۹۵     |
| ۴  | جاناتان دیتون                                                    | حزب فدرالیست (آمریکا)                        | New Jersey-AL                      | 4th                           | دسامبر ۷ ۱۷۹۵ — مارس ۴ ۱۷۹۷     |
| ۴  | جاناتان دیتون                                                    | حزب فدرالیست (آمریکا)                        | New Jersey-AL                      | 5th                           | مه ۱۵ ۱۷۹۷ — مارس ۴ ۱۷۹۹        |
| ۵  | تئودور سجویک                                                     | حزب فدرالیست (آمریکا)                        | Massachusetts-۱                    | 6th                           | ۲ دسامبر ۱۷۹۹ — ۴ مارس ۱۸۰۱     |
| ۶  | ناتانیل مکون                                                     | حزب دموکرات-جمهوری‌خواه                       | North Carolina-۵                   | 7th                           | ۷ دسامبر ۱۸۰۱ — ۴ مارس ۱۸۰۳     |
| ۶  | ناتانیل مکون                                                     | حزب دموکرات-جمهوری‌خواه                       | North Carolina-۶                   | 8th                           | ۱۷ اکتبر ۱۸۰۳ — ۴ مارس ۱۸۰۵     |
| ۶  | ناتانیل مکون                                                     | حزب دموکرات-جمهوری‌خواه                       | North Carolina-۶                   | 9th                           | ۲ دسامبر ۱۸۰۵ — ۴ مارس ۱۸۰۷     |
| ۷  | جوزف بردلی ورنوم                                                 | حزب دموکرات-جمهوری‌خواه                       | Massachusetts-۴                    | 10th                          | ۲۶ اکتبر ۱۸۰۷ — ۴ مارس ۱۸۰۹     |
| ۷  | جوزف بردلی ورنوم                                                 | حزب دموکرات-جمهوری‌خواه                       | Massachusetts-۴                    | 11th                          | مه ۲۲ ۱۸۰۹ — مارس ۴ ۱۸۱۱        |
| ۸  | هنری کلی                                                         | حزب دموکرات-جمهوری‌خواه                       | Kentucky-۳                         | 12th                          | ۴ نوامبر ۱۸۱۱ — ۴ مارس ۱۸۱۳     |
| ۸  | هنری کلی                                                         | حزب دموکرات-جمهوری‌خواه                       | Kentucky-۲                         | 13th                          | مه ۲۴ ۱۸۱۳ — ۱۹ ژانویه ۱۸۱۴     |
| ۹  | Langdon Cheves                                                   | حزب دموکرات-جمهوری‌خواه                       | South Carolina-۱                   | 13th                          | ژانویه ۱۹ ۱۸۱۴ — مارس ۴ ۱۸۱۵    |
| ۱۰ | هنری کلی                                                         | حزب دموکرات-جمهوری‌خواه                       | Kentucky-۲                         | 14th                          | دسامبر ۴ ۱۸۱۵ — مارس ۴ ۱۸۱۷     |
| ۱۰ | هنری کلی                                                         | حزب دموکرات-جمهوری‌خواه                       | Kentucky-۲                         | 15th                          | دسامبر ۱ ۱۸۱۷ — مارس ۴ ۱۸۱۹     |
| ۱۰ | هنری کلی                                                         | حزب دموکرات-جمهوری‌خواه                       | Kentucky-۲                         | 16th                          | دسامبر ۶ ۱۸۱۹ — اکتبر ۲۸ ۱۸۲۰   |
| ۱۱ | John W. Taylor                                                   | حزب دموکرات-جمهوری‌خواه                       | New York-۱۱                        | 16th                          | نوامبر ۱۵ ۱۸۲۰ — مارس ۴ ۱۸۲۱    |
| ۱۲ | Philip Pendleton Barbour                                         | حزب دموکرات-جمهوری‌خواه                       | Virginia-۱۱                        | 17th                          | دسامبر ۴ ۱۸۲۱ — مارس ۴ ۱۸۲۳     |
| ۱۳ | هنری کلی                                                         | حزب دموکرات-جمهوری‌خواه                       | Kentucky-۳                         | 18th                          | دسامبر ۱ ۱۸۲۳ — مارس ۴ ۱۸۲۵     |
| ۱۴ | John W. Taylor                                                   | حزب جمهوری‌خواه ملی                           | New York-۱۷                        | 19th                          | دسامبر ۵ ۱۸۲۵ — مارس ۴ ۱۸۲۷     |
| ۱۵ | Andrew Stevenson                                                 | حزب دموکرات ایالات متحده آمریکا              | Virginia-۹                         | 20th                          | دسامبر ۳ ۱۸۲۷ — مارس ۴ ۱۸۲۹     |
| ۱۵ | Andrew Stevenson                                                 | حزب دموکرات ایالات متحده آمریکا              | Virginia-۹                         | 21st                          | دسامبر ۷ ۱۸۲۹ — مارس ۴ ۱۸۳۱     |
| ۱۵ | Andrew Stevenson                                                 | حزب دموکرات ایالات متحده آمریکا              | Virginia-۹                         | 22nd                          | دسامبر ۵ ۱۸۳۱ — مارس ۴ ۱۸۳۳     |
| ۱۵ | Andrew Stevenson                                                 | حزب دموکرات ایالات متحده آمریکا              | Virginia-۱۱                        | 23rd                          | دسامبر ۲ ۱۸۳۳ — ژوئن ۲ ۱۸۳۴     |
| ۱۶ | جان بل                                                           | حزب ویگ                                      | Tennessee-۷                        | 23rd                          | ژوئن ۲ ۱۸۳۴ — مارس ۴ ۱۸۳۵       |
| ۱۷ | جیمز ناکس پولک                                                   | حزب دموکرات ایالات متحده آمریکا              | Tennessee-۹                        | 24th                          | دسامبر ۷ ۱۸۳۵ — مارس ۴ ۱۸۳۷     |
| ۱۷ | جیمز ناکس پولک                                                   | حزب دموکرات ایالات متحده آمریکا              | Tennessee-۹                        | 25th                          | سپتامبر ۴ ۱۸۳۷ — مارس ۴ ۱۸۳۹    |
| ۱۸ | رابرت ام. تی. هانتر                                              | حزب ویگ                                      | Virginia-۹                         | 26th                          | دسامبر ۱۶ ۱۸۳۹ — مارس ۴ ۱۸۴۱    |
| ۱۹ | John White                                                       | حزب ویگ                                      | Kentucky-۹                         | 27th                          | مه ۳۱ ۱۸۴۱ — مارس ۴ ۱۸۴۳        |
| ۲۰ | John Winston Jones                                               | دموکرات                                      | Virginia-۶                         | 28th                          | دسامبر ۴ ۱۸۴۳ — مارس ۴ ۱۸۴۵     |
| ۲۱ | John Wesley Davis                                                | دموکرات                                      | Indiana-۶                          | 29th                          | دسامبر ۱ ۱۸۴۵ — مارس ۴ ۱۸۴۷     |
| ۲۲ | رابرت سی. وینتروپ                                                | Whig                                         | Massachusetts-۱                    | 30th                          | دسامبر ۶ ۱۸۴۷ — مارس ۴ ۱۸۴۹     |
| ۲۳ | Howell Cobb                                                      | دموکرات                                      | Georgia-۶                          | 31st                          | دسامبر ۲۲ ۱۸۴۹ — مارس ۴ ۱۸۵۱    |
| ۲۴ | Linn Boyd                                                        | دموکرات                                      | Kentucky-۱                         | 32nd                          | دسامبر ۱ ۱۸۵۱ — مارس ۴ ۱۸۵۳     |
| ۲۴ | Linn Boyd                                                        | دموکرات                                      | Kentucky-۱                         | 33rd                          | دسامبر ۵ ۱۸۵۳ — مارس ۴ ۱۸۵۵     |
| ۲۵ | ناتانیل پی بنکس                                                  | American/حزب جمهوری‌خواه ایالات متحده آمریکا* | Massachusetts-۷                    | 34th                          | فوریه ۲ ۱۸۵۶ — مارس ۴ ۱۸۵۷      |
| ۲۶ | James Lawrence Orr                                               | دموکرات                                      | South Carolina-۵                   | 35th                          | دسامبر ۷ ۱۸۵۷ — مارس ۴ ۱۸۵۹     |
| ۲۷ | ویلیام پنینگتون                                                  | جمهوریخواه                                   | New Jersey-۵                       | 36th                          | فوریه ۱ ۱۸۶۰ — مارس ۴ ۱۸۶۱      |
| ۲۸ | Galusha A. Grow                                                  | جمهوریخواه                                   | Pennsylvania-۱۴                    | 37th                          | ۴ ژوئیه ۱۸۶۱ — مارس ۴ ۱۸۶۳      |
| ۲۹ | شویلر کولفکس                                                     | جمهوریخواه                                   | Indiana-۹                          | 38th                          | دسامبر ۷ ۱۸۶۳ — مارس ۴ ۱۸۶۵     |
| ۲۹ | شویلر کولفکس                                                     | جمهوریخواه                                   | Indiana-۹                          | 39th                          | دسامبر ۴ ۱۸۶۵ — مارس ۴ ۱۸۶۷     |
| ۲۹ | شویلر کولفکس                                                     | جمهوریخواه                                   | Indiana-۹                          | 40th                          | مارس ۴ ۱۸۶۷ — مارس ۳ ۱۸۶۹       |
| ۳۰ | Theodore M. Pomeroy                                              | جمهوریخواه                                   | New York-۲۴                        | 40th                          | مارس ۳ ۱۸۶۹ — مارس ۴ ۱۸۶۹       |
| ۳۱ | جیمز جی. بلین                                                    | جمهوریخواه                                   | Maine-۳                            | 41st                          | مارس ۴ ۱۸۶۹ — مارس ۴ ۱۸۷۱       |
| ۳۱ | جیمز جی. بلین                                                    | جمهوریخواه                                   | Maine-۳                            | 42nd                          | مارس ۴ ۱۸۷۱ — مارس ۴ ۱۸۷۳       |
| ۳۱ | جیمز جی. بلین                                                    | جمهوریخواه                                   | Maine-۳                            | 43rd                          | ۴ مارس ۱۸۷۳ — ۴ مارس ۱۸۷۵       |
| ۳۲ | Michael C. Kerr                                                  | دموکرات                                      | Indiana-۳                          | 44th                          | دسامبر ۶ ۱۸۷۵ — ۱۹ اوت ۱۸۷۶     |
| ۳۳ | ساموئل جکسون رندال                                               | دموکرات                                      | Pennsylvania-۳                     | 44th                          | ۴ دسامبر ۱۸۷۶ — ۴ مارس ۱۸۷۷     |
| ۳۳ | ساموئل جکسون رندال                                               | دموکرات                                      | Pennsylvania-۳                     | 45th                          | ۱۵ اکتبر ۱۸۷۷ — ۴ مارس ۱۸۷۹     |
| ۳۳ | ساموئل جکسون رندال                                               | دموکرات                                      | Pennsylvania-۳                     | 46th                          | مارس ۱۸۷۹ — ۴ مارس ۱۸۸۱ ۱۸      |
| ۳۴ | J. Warren Keifer                                                 | جمهوریخواه                                   | Ohio-۸                             | 47th                          | ۵ دسامبر ۱۸۸۱ — ۴ مارس ۱۸۸۳     |
| ۳۵ | جان گریفین کارلیسل                                               | دموکرات                                      | Kentucky-۶                         | 48th                          | دسامبر ۳ ۱۸۸۳ — مارس ۴ ۱۸۸۵     |
| ۳۵ | جان گریفین کارلیسل                                               | دموکرات                                      | Kentucky-۶                         | 49th                          | دسامبر ۷ ۱۸۸۵ — مارس ۴ ۱۸۸۷     |
| ۳۵ | جان گریفین کارلیسل                                               | دموکرات                                      | Kentucky-۶                         | 50th                          | دسامبر ۵ ۱۸۸۷ — مارس ۴ ۱۸۸۹     |
| ۳۶ | Thomas Brackett Reed                                             | جمهوریخواه                                   | Maine-۱                            | 51st                          | دسامبر ۲ ۱۸۸۹ — مارس ۴ ۱۸۹۱     |
| ۳۷ | Charles Frederick Crisp                                          | دموکرات                                      | Georgia-۳                          | 52nd                          | دسامبر ۸ ۱۸۹۱ — مارس ۴ ۱۸۹۳     |
| ۳۷ | Charles Frederick Crisp                                          | دموکرات                                      | Georgia-۳                          | 53rd                          | ۷ اوت ۱۸۹۳ — مارس ۴ ۱۸۹۵        |
| ۳۸ | Thomas Brackett Reed                                             | جمهوریخواه                                   | Maine-۱                            | 54th                          | دسامبر ۲ ۱۸۹۵ — مارس ۴ ۱۸۹۷     |
| ۳۸ | Thomas Brackett Reed                                             | جمهوریخواه                                   | Maine-۱                            | 55th                          | مارس ۱۵ ۱۸۹۷ — مارس ۴ ۱۸۹۹      |
| ۳۹ | David B. Henderson                                               | جمهوریخواه                                   | Iowa-۳                             | 56th                          | دسامبر ۴ ۱۸۹۹ — مارس ۴ ۱۹۰۱     |
| ۳۹ | David B. Henderson                                               | جمهوریخواه                                   | Iowa-۳                             | 57th                          | دسامبر ۲ ۱۹۰۱ — مارس ۴ ۱۹۰۳     |
| ۴۰ | Joseph Gurney Cannon                                             | جمهوریخواه                                   | Illinois-۱۸                        | 58th                          | نوامبر ۹ ۱۹۰۳ — مارس ۴ ۱۹۰۵     |
| ۴۰ | Joseph Gurney Cannon                                             | جمهوریخواه                                   | Illinois-۱۸                        | 59th                          | دسامبر ۴ ۱۹۰۵ — مارس ۴ ۱۹۰۷     |
| ۴۰ | Joseph Gurney Cannon                                             | جمهوریخواه                                   | Illinois-۱۸                        | 60th                          | دسامبر ۲ ۱۹۰۷ — مارس ۴ ۱۹۰۹     |
| ۴۰ | Joseph Gurney Cannon                                             | جمهوریخواه                                   | Illinois-۱۸                        | 61st                          | مارس ۱۵ ۱۹۰۹ — مارس ۴ ۱۹۱۱      |
| ۴۱ | Champ Clark                                                      | دموکرات                                      | Missouri-۹                         | 62nd                          | آوریل ۴ ۱۹۱۱ — مارس ۴ ۱۹۱۳      |
| ۴۱ | Champ Clark                                                      | دموکرات                                      | Missouri-۹                         | 63rd                          | آوریل ۷ ۱۹۱۳ — مارس ۴ ۱۹۱۵      |
| ۴۱ | Champ Clark                                                      | دموکرات                                      | Missouri-۹                         | 64th                          | دسامبر ۶ ۱۹۱۵ — مارس ۴ ۱۹۱۷     |
| ۴۱ | Champ Clark                                                      | دموکرات                                      | Missouri-۹                         | 65th                          | آوریل ۲ ۱۹۱۷ — مارس ۴ ۱۹۱۹      |
| ۴۲ | فردریک اچ. جیلت                                                  | جمهوریخواه                                   | Massachusetts-۲                    | 66th                          | مه ۱۹ ۱۹۱۹ — مارس ۴ ۱۹۲۱        |
| ۴۲ | فردریک اچ. جیلت                                                  | جمهوریخواه                                   | Massachusetts-۲                    | 67th                          | آوریل ۱۱ ۱۹۲۱ — مارس ۴ ۱۹۲۳     |
| ۴۲ | فردریک اچ. جیلت                                                  | جمهوریخواه                                   | Massachusetts-۲                    | 68th                          | دسامبر ۳ ۱۹۲۳ — مارس ۴ ۱۹۲۵     |
| ۴۳ | Nicholas Longworth                                               | جمهوریخواه                                   | حوزه انتخابیه اول اوهایو           | 69th                          | دسامبر ۷ ۱۹۲۵ — مارس ۴ ۱۹۲۷     |
| ۴۳ | Nicholas Longworth                                               | جمهوریخواه                                   | حوزه انتخابیه اول اوهایو           | 70th                          | دسامبر ۵ ۱۹۲۷ — مارس ۴ ۱۹۲۹     |
| ۴۳ | Nicholas Longworth                                               | جمهوریخواه                                   | حوزه انتخابیه اول اوهایو           | 71st                          | آوریل ۱۵ ۱۹۲۹ — مارس ۴ ۱۹۳۱     |
| ۴۴ | جان نانس گارنر                                                   | دموکرات                                      | Texas-۱۵                           | 72nd                          | دسامبر ۷ ۱۹۳۱ — مارس ۴ ۱۹۳۳     |
| ۴۵ | Henry Thomas Rainey                                              | دموکرات                                      | Illinois-۲۰                        | 73rd                          | مارس ۹ ۱۹۳۳ — اوت ۱۹ ۱۹۳۴       |
| ۴۶ | Joseph Wellington Byrns                                          | دموکرات                                      | Tennessee-۵                        | 74th                          | ژانویه ۳ ۱۹۳۵ — ژوئن ۴ ۱۹۳۶     |
| ۴۷ | پرونده:William Brockman Bankhead (Young).jpg William B. Bankhead | دموکرات                                      | حوزه انتخابیه هفتم آلاباما         | 74th                          | ژوئن ۴ ۱۹۳۶ — ژانویه ۳ ۱۹۳۷     |
| ۴۷ | پرونده:William Brockman Bankhead (Young).jpg William B. Bankhead | دموکرات                                      | حوزه انتخابیه هفتم آلاباما         | 75th                          | ژانویه ۵ ۱۹۳۷ — ژانویه ۳ ۱۹۳۹   |
| ۴۷ | پرونده:William Brockman Bankhead (Young).jpg William B. Bankhead | دموکرات                                      | حوزه انتخابیه هفتم آلاباما         | 76th                          | ژانویه ۳ ۱۹۳۹ — سپتامبر ۱۵ ۱۹۴۰ |
| ۴۸ | سم ریبرن                                                         | دموکرات                                      | حوزه انتخابیه چهارم تگزاس          | 76th                          | سپتامبر ۱۶ ۱۹۴۰ — ژانویه ۳ ۱۹۴۱ |
| ۴۸ | سم ریبرن                                                         | دموکرات                                      | حوزه انتخابیه چهارم تگزاس          | 77th                          | ژانویه ۳ ۱۹۴۱ — ژانویه ۳ ۱۹۴۳   |
| ۴۸ | سم ریبرن                                                         | دموکرات                                      | حوزه انتخابیه چهارم تگزاس          | 78th                          | ژانویه ۶ ۱۹۴۳ — ژانویه ۳ ۱۹۴۵   |
| ۴۸ | سم ریبرن                                                         | دموکرات                                      | حوزه انتخابیه چهارم تگزاس          | 79th                          | ژانویه ۳ ۱۹۴۵ — ژانویه ۳ ۱۹۴۷   |
| ۴۹ | Joseph William Martin, Jr.                                       | Republican                                   | Massachusetts-۱۴                   | 80th                          | ژانویه ۳ ۱۹۴۷ — ژانویه ۳ ۱۹۴۹   |
| ۵۰ | سم ریبرن                                                         | دموکرات                                      | حوزه انتخابیه چهارم تگزاس          | 81st                          | ژانویه ۳ ۱۹۴۹ — ژانویه ۳ ۱۹۵۱   |
| ۵۰ | سم ریبرن                                                         | دموکرات                                      | حوزه انتخابیه چهارم تگزاس          | 82nd                          | ژانویه ۳ ۱۹۵۱ — ژانویه ۳ ۱۹۵۳   |
| ۵۱ | Joseph William Martin, Jr.                                       | Republican                                   | Massachusetts-۱۴                   | 83rd                          | ژانویه ۳ ۱۹۵۳ — ژانویه ۳ ۱۹۵۵   |
| ۵۲ | سم ریبرن                                                         | دموکرات                                      | حوزه انتخابیه چهارم تگزاس          | 84th                          | ژانویه ۳ ۱۹۵۵ — ژانویه ۳ ۱۹۵۷   |
| ۵۲ | سم ریبرن                                                         | دموکرات                                      | حوزه انتخابیه چهارم تگزاس          | 85th                          | ژانویه ۳ ۱۹۵۷ — ژانویه ۳ ۱۹۵۹   |
| ۵۲ | سم ریبرن                                                         | دموکرات                                      | حوزه انتخابیه چهارم تگزاس          | 86th                          | ژانویه ۷ ۱۹۵۹ — ژانویه ۳ ۱۹۶۱   |
| ۵۲ | سم ریبرن                                                         | دموکرات                                      | حوزه انتخابیه چهارم تگزاس          | 87th                          | ژانویه ۳ ۱۹۶۱ — نوامبر ۱۶ ۱۹۶۱  |
| ۵۳ | جان ویلیام مک‌کورمک                                               | دموکرات                                      | Massachusetts-۱۲                   | 87th                          | ژانویه ۱۰ ۱۹۶۲ — ژانویه ۳ ۱۹۶۳  |
| ۵۳ | جان ویلیام مک‌کورمک                                               | دموکرات                                      | حوزه انتخابیه نهم ماساچوست         | 88th                          | ژانویه ۹ ۱۹۶۳ — ژانویه ۳ ۱۹۶۵   |
| ۵۳ | جان ویلیام مک‌کورمک                                               | دموکرات                                      | حوزه انتخابیه نهم ماساچوست         | 89th                          | ژانویه ۴ ۱۹۶۵ — ژانویه ۳ ۱۹۶۷   |
| ۵۳ | جان ویلیام مک‌کورمک                                               | دموکرات                                      | حوزه انتخابیه نهم ماساچوست         | 90th                          | ژانویه ۱۰ ۱۹۶۷ — ژانویه ۳ ۱۹۶۹  |
| ۵۳ | جان ویلیام مک‌کورمک                                               | دموکرات                                      | حوزه انتخابیه نهم ماساچوست         | 91st                          | ژانویه ۳ ۱۹۶۹ — ژانویه ۳ ۱۹۷۱   |
| ۵۴ | کارل البرت                                                       | دموکرات                                      | حوزه انتخابیه سوم اکلاهما          | 92nd                          | ژانویه ۲۱ ۱۹۷۱ — ژانویه ۳ ۱۹۷۳  |
| ۵۴ | کارل البرت                                                       | دموکرات                                      | حوزه انتخابیه سوم اکلاهما          | 93rd                          | ژانویه ۳ ۱۹۷۳ — ژانویه ۳ ۱۹۷۵   |
| ۵۴ | کارل البرت                                                       | دموکرات                                      | حوزه انتخابیه سوم اکلاهما          | 94th                          | ژانویه ۱۴ ۱۹۷۵ — ژانویه ۳ ۱۹۷۷  |
| ۵۵ | تیپ اونیل                                                        | دموکرات                                      | حوزه انتخابیه هشتم ماساچوست        | 95th                          | ژانویه ۴ ۱۹۷۷ — ژانویه ۳ ۱۹۷۹   |
| ۵۵ | تیپ اونیل                                                        | دموکرات                                      | حوزه انتخابیه هشتم ماساچوست        | 96th                          | ژانویه ۱۵ ۱۹۷۹ — ژانویه ۳ ۱۹۸۱  |
| ۵۵ | تیپ اونیل                                                        | دموکرات                                      | حوزه انتخابیه هشتم ماساچوست        | 97th                          | ژانویه ۵ ۱۹۸۱ — ژانویه ۳ ۱۹۸۳   |
| ۵۵ | تیپ اونیل                                                        | دموکرات                                      | حوزه انتخابیه هشتم ماساچوست        | 98th                          | ژانویه ۳ ۱۹۸۳ — ژانویه ۳ ۱۹۸۵   |
| ۵۵ | تیپ اونیل                                                        | دموکرات                                      | حوزه انتخابیه هشتم ماساچوست        | 99th                          | ژانویه ۳ ۱۹۸۵ — ژانویه ۳ ۱۹۸۷   |
| ۵۶ | جیم رایت                                                         | دموکرات                                      | حوزه انتخابیه دوازدهم تگزاس        | 100th                         | ژانویه ۶ ۱۹۸۷ — ژانویه ۳ ۱۹۸۹   |
| ۵۶ | جیم رایت                                                         | دموکرات                                      | حوزه انتخابیه دوازدهم تگزاس        | 101st                         | ژانویه ۳ ۱۹۸۹ — ژوئن ۶ ۱۹۸۹     |
| ۵۷ | Tom Foley                                                        | دموکرات                                      | حوزه انتخابیه پنجم واشینگتن        | 101st                         | ژوئن ۶ ۱۹۸۹ — ژانویه ۳ ۱۹۹۱     |
| ۵۷ | Tom Foley                                                        | دموکرات                                      | حوزه انتخابیه پنجم واشینگتن        | 102nd                         | ژانویه ۳ ۱۹۹۱ — ژانویه ۳ ۱۹۹۳   |
| ۵۷ | Tom Foley                                                        | دموکرات                                      | حوزه انتخابیه پنجم واشینگتن        | 103rd                         | ژانویه ۵ ۱۹۹۳ — ژانویه ۳ ۱۹۹۵   |
| ۵۸ | نیوت گینگریچ                                                     | جمهوریخواه                                   | حوزه انتخابیه ششم جورجیا           | 104th                         | ژانویه ۴ ۱۹۹۵ — ژانویه ۳ ۱۹۹۷   |
| ۵۸ | نیوت گینگریچ                                                     | جمهوریخواه                                   | حوزه انتخابیه ششم جورجیا           | 105th                         | ژانویه ۷ ۱۹۹۷ — ژانویه ۳ ۱۹۹۹   |
| ۵۹ | Dennis Hastert                                                   | جمهوریخواه                                   | حوزه انتخابیه چهاردهم ایلینوی      | 106th                         | ژانویه ۶ ۱۹۹۹ — ژانویه ۳ ۲۰۰۱   |
| ۵۹ | Dennis Hastert                                                   | جمهوریخواه                                   | حوزه انتخابیه چهاردهم ایلینوی      | 107th                         | ژانویه ۳ ۲۰۰۱ — ژانویه ۳ ۲۰۰۳   |
| ۵۹ | Dennis Hastert                                                   | جمهوریخواه                                   | حوزه انتخابیه چهاردهم ایلینوی      | 108th                         | ژانویه ۷ ۲۰۰۳ — ژانویه ۳ ۲۰۰۵   |
| ۵۹ | Dennis Hastert                                                   | جمهوریخواه                                   | حوزه انتخابیه چهاردهم ایلینوی      | 109th                         | ژانویه ۳ ۲۰۰۵ — ژانویه ۳ ۲۰۰۷   |
| ۶۰ | نانسی پلوسی                                                      | دموکرات                                      | حوزه انتخابیه هشتم کالیفرنیا       | 110th                         | ۴ ژانویه ۲۰۰۷ — ۳ ژانویه ۲۰۰۹   |
| ۶۰ | نانسی پلوسی                                                      | دموکرات                                      | حوزه انتخابیه هشتم کالیفرنیا       | 111th                         | ۶ ژانویه ۲۰۰۹ — ۳ ژانویه ۲۰۱۱   |
| ۶۱ | جان بینر                                                         |                                              | S                                  | 112th                         | ژانویه ۵ ۲۰۱۱ – ژانویه ۲ ۲۰۱۳   |
| ۶۱ | جان بینر                                                         | 113th                                        | S                                  | ۳ ژانویه ۲۰۱۳ – اکتبر ۲۰۱۵    |                                 |
| ۶۱ | جان بینر                                                         | ۱۱۴مین                                       | S                                  | ۶ ژانویه ۲۰۱۵ – ۲۹ اکتبر ۲۰۱۵ |                                 |
| ۶۲ | پال رایان                                                        | ۱۱۴مین                                       |                                    | S                             | ۲۹ اکتبر ۲۰۱۵ تا ۳ ژانویه ۲۰۱۹  |
| ۶۳ | نانسی پلوسی                                                      | دموکرات                                      | حوزه انتخابیه هشتم کالیفرنیا       |                               | ۳ ژانویه ۲۰۱۹ تا ۶ ژانویه ۲۰۲۳  |
| ۶۴ | کوین مک‌کارتی                                                     | جمهوریخواه                                   | حوزه انتخابیه بیست و سوم کالیفرنیا |                               | ۷ ژانویه ۲۰۲۳ تا کنون           |